# Pienik wierzbowy

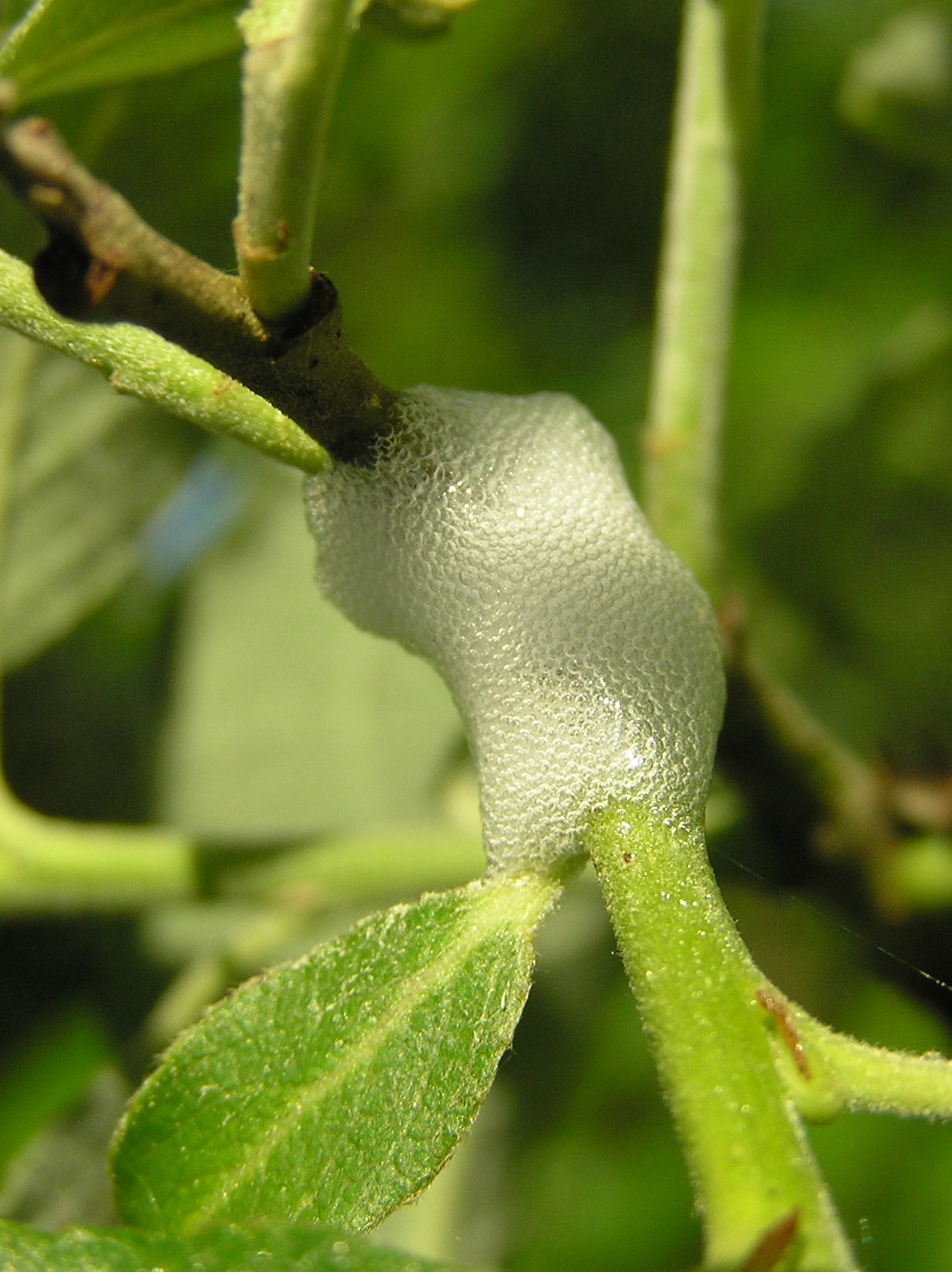
Pęd wierzby otoczony pianą, w której żeruje larwa

Pienik wierzbowy (Aphrophora salicina) – gatunek pluskwiaka z rodziny pienikowatych.

## Opis
Pluskwiak o ciele długości od 8,6 do 10,3 mm. Głowa, przedplecze, tarczka i przednie skrzydła pokryte punktami szczecinkowymi. Stosunek długości ciemienia do jego szerokości wraz z oczami wynosi od 0,31 do 0,37. Zaustek silnie wypukły. Frontoclypeus z przepaską środkową po obu stronach ograniczoną rządkiem punktów. Płytka ciemienia dwukrotnie szersza niż dłuższa. Na silnie punktowanym ciemieniu gładkie i wyniesione: linia środkowa i krawędź tylna. Ubarwienie przednich skrzydeł jednolicie zielonkawożółte z żyłkami jaśniejszymi w przedniej części.

## Rozprzestrzenienie
Gatunek znany z całej Europy, Maroka oraz zachodniej Azji - Syberii i Kraju Nadmorskiego, Zakaukazia, Ałtaju, Kazachstanu, Uzbekistanu i Kirgistanu.